# Anambulyx
Anambulyx este un gen de molii din familia Sphingidae. Conține o singură specie, Anambulyx elwesi, care este întâlnită în Pakistan, nordul statului India, Nepal, sud-vestul Chinei, Thailanda de nord Vietnamul de nord. Anvergura este de 100 mm. 